# Strottenhoofdkanker
Larynxcarcinoom of strottenhoofdkanker betreft een carcinoom van de larynx (strottenhoofd). De belangrijkste oorzaak is roken.
Larynxcarcinoom komt meer voor bij mannen dan bij vrouwen, naar men aanneemt doordat vrouwen minder roken en drinken dan mannen. Wanneer de stembanden betrokken zijn bij het proces, staan heesheid of schorheid op de voorgrond. Dit treedt al vroeg op in het ziekteproces. Bevindt de tumor zich boven of onder de stembanden, is er slechts sprake van aspecifieke klachten als slijm in de keel, slikklachten, globusgevoel, rauw gevoel, of een droge keel. Dit heeft tot gevolg dat het ziekteproces zich vaak gedurende langere tijd kan voortzetten, en dat de prognose veel minder goed is. Wanneer de tumor groter wordt kan er ook sprake zijn van benauwdheid door obstructie van de ademweg.
Kleine tumoren zijn vrijwel nooit uitgezaaid. Grotere tumoren hebben vaker uitzaaiingen, meestal naar de dichtstbijzijnde lymfeklieren in de hals.

## Behandeling
Larynxcarcinomen worden in Nederland meestal bestraald, soms in combinatie met chemotherapie. In het buitenland (bijvoorbeeld Duitsland) wordt vaker geopereerd. Zeer kleine en zeer grote tumoren worden vaker chirurgisch behandeld. De eerste groep kan soms met een laser behandeld worden. Voorwaarde is dan wel dat de tumor zo klein is, dat na laserbehandeling nog een functionerende stemband overblijft. Deze behandeling wordt alleen door gespecialiseerde KNO-artsen uitgevoerd in universitaire ziekenhuizen en grotere perifere klinieken. Bestraling leidt soms niet tot een goed resultaat, omdat door deze behandeling het strottenhoofd zodanig beschadigd kan raken, dat er geen functionerend strottenhoofd meer is. Dit heeft als gevolg dat de patiënt niet meer in staat is een goede slikbeweging te maken, waardoor deze bij elke slikpoging het risico loopt zich te verslikken, met alle gevolgen van dien. In zo'n situatie wordt meestal het hele strottenhoofd verwijderd (totale laryngectomie). Dan volgt daarna soms ook nog bestraling met of zonder chemotherapie. Aanwezige metastasen in de hals worden soms bestraald, en soms geopereerd.

## Bekende patiënten
- Keizer Frederik III van Duitsland, stierf in 1888 aan strottenhoofdkanker, nadat hij 99 dagen op de troon had gezeten.
- Giacomo Puccini overleed op 29 november 1924 in Brussel ten gevolge van de complicaties van een larynxcarcinoom.
- Aldous Huxley, Brits-Amerikaans schrijver, leed aan strottenhoofdkanker waardoor hij zijn spraak verloor. Hij overleed op 22 november 1963.
- Ronnie Drew, oprichter van The Dubliners, overleed op 16 augustus 2008 in Dublin aan de gevolgen van een larynxcarcinoom.
- Zangeres en actrice Gerrie van der Klei werd behandeld voor stembandkanker.[2]
- Nicko McBrain, drummer van heavy metal band Iron Maiden. Hij is gediagnosticeerd en behandeld in 2020.[3]